# Бад-Эмс
Бад-Эмс или просто Эмс (нем. Bad Ems) — город-курорт в современной Германии (ФРГ), на реке Лан. 
Город является районным центром земли Рейнланд-Пфальц. и входит в состав района Рейн-Лан. Подчиняется управлению Бад Эмс. Население составляет 9 288 человек (на 31 декабря 2006 года). Занимает площадь 15,36 км². Официальный код — 07 1 41 006. Приставку Бад- город получил в 1913 году.
С 2021 года включён в Список Всемирного наследия ЮНЕСКО в категорию Великие курортные города Европы.

## История
Населённый пункт возник как укрепление верхнегерманско-ретийского лимеса. По документам известен с 880 года, полноценный город с 1324 года. 
В средние века — владение графов Нассау и Катценельнбогена, которые приглашали своих соседей к местным минеральным источникам. В XVII—XVIII веках «жемчужина» герцогства Нассау, один из наиболее популярных курортов Германской империи.
В 1870-е годы — курорт, привлекавший многих монархов (король Пруссии Вильгельм I, император Александр II из России, Английский король Георг IV, Леопольд I из Бельгии и другие) и людей культуры, в том числе из России (Фёдор Достоевский, Василий Верещагин и других) Князь П. А. Вяземский посвятил ему несколько стихотворений, в том числе «Красивый Эмс» (1875 год). 
Во время пребывания в Эмсе в 1876 году император Александр II подписал Эмсский указ, резко ограничивший употребление украинского языка ("малорусского наречия"); это событие увековечивает памятная доска. Отсюда же была отправлена Эмсская депеша, ставшая причиной Франко-прусской войны.
Кайзер Вильгельм I приезжал в Эмс не менее 20 раз. На 1909 год курорт в прусской провинции Гессен-Нассау, округа Висбаден.

## Достопримечательности

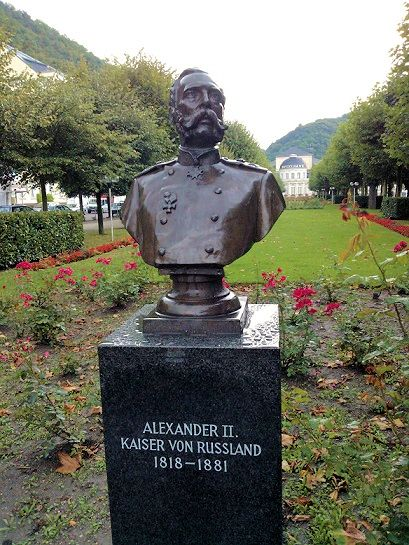
Бад-Эмс. Бюст царя Александра II

- Эмсский курзал[нем.] построен в 1715 году по приказу князя Нассау вокруг горячего минерального источника. Расширен в 1835—1849 гг. по проекту Й. Г. Гутенсона. Накануне Первой мировой войны перестроен в стиле нео-барокко с добавлением театра и казино.
- На средства русских курортников в 1870-е годы была выстроена православная церковь Святой Александры, была освещена в 1876 году. На церемонии освещения присутствовали кайзер Вильгельм I и император Александр II.
- Музеифицированная шахта времён промышленной революции, где велась добыча свинца, серебра, цинка и меди.
- Гора Мальберг в городе-курорте на её верх ведёт канатная железная дорога длиной 333 метра.